# Randy Forbes
James Randy Forbes (Chesapeake, 17 febbraio 1952) è un politico e avvocato statunitense, membro della Camera dei Rappresentanti per lo stato della Virginia dal 2001 al 2017.

## Biografia
Nato a Chesapeake, Forbes si laureò in legge e per molti anni svolse la professione di avvocato presso uno studio legale privato.
Entrato in politica con il Partito Repubblicano, nel 1990 Forbes ottenne un seggio all'interno della legislatura statale della Virginia, dove rimase per undici anni. Nel 2001, in seguito alla morte del deputato democratico Norman Sisisky, vennero indette delle elezioni speciali e Forbes riuscì a vincerle, sconfiggendo di misura l'avversaria democratica Louise Lucas.
Da quel momento, Forbes venne sempre riconfermato dagli elettori con alte percentuali di voto, fin quando nel 2016 la ridefinizione dei distretti congressuali lo portò a chiedere la rielezione in una circoscrizione differente: nelle primarie repubblicane tuttavia Forbes venne sconfitto da Scott Taylor che poi fu eletto deputato.
Randy Forbes si configura come repubblicano conservatore.